# Bronisław Bernaś
Bronisław Bernaś (ur. 6 sierpnia 1906 we Lwowie, zm. 3 września 1980 w Folkestone) – kapitan pilot inżynier Wojska Polskiego, uczestnik bitwy o Anglię.

## Życiorys
Był jednym z „Orląt Lwowskich”, w listopadzie 1918 r. walczył w obronie Lwowa. Ukończył Gimnazjum Matematyczno-Przyrodnicze im. Mikołaja Kopernika, a następnie studia na Wydziale Mechaniczne-Elektrotechnicznym Politechniki Lwowskiej. 
W 1931 r. rozpoczął naukę w Szkole Podchorążych Rezerwy Lotnictwa w Dęblinie. Szkołę ukończył w 1932 r. i znalazł zatrudnienie jako inżynier elektryk w dyrekcji kolei państwowych. Zachował związek z lotnictwem, latał w Aeroklubie Lwowskim, ćwiczył pilotaż w 6 pułku lotniczym. W ramach mobilizacji został 24 sierpnia 1939 r. powołany do 6 pl. Po ataku ZSRR na Polskę ewakuował się do Rumunii, skąd przedostał się do Francji. Zdecydował się na służbę w lotnictwie brytyjskim i w grudniu 1939 r. przybył do Wielkiej Brytanii. Dostał nr służbowy 76820. 1 września 1940 rozpoczął szkolenie w 6 OTU w Sutton Bridge, dostał 23 września 1940 r. przydział bojowy do 302 dywizjonu myśliwskiego „Poznańskiego”. W jego składzie brał udział w Bitwie o Anglię. 18 października 1940 r. lądował przymusowo samolotem Hawker Hurricane Mk. I (nr P2918 WX-Y) z powodu trudnych warunków atmosferycznych. Był jedynym z pięciu pilotów eskadry, który przeżył przymusowe lądowanie tego dnia.
14 kwietnia 1941 r. został przeniesiony (na stanowisko instruktora) na odpoczynek do 57 Operational Training Unit (OTU) a następnie do 58 OTU. Od 24 listopada 1941 r. latał jako pilot 288 dywizjonu RAF. 28 lipca 1942 r. odniósł ciężkie obrażenia podczas przymusowego lądowania samolotem Hawker Hurricane Mk. I (nr P5179). Po rekonwalescencji od marca 1943 r. służył w Referacie Budowy Lotnisk Inspektoratu Polskich Sił Powietrznych. 
Po zakończeniu działań wojennych został zdemobilizowany w 1946 r. Nie zdecydował się na powrót do Polski, pozostał na terenie Wielkiej Brytanii. Dzięki swemu wykształceniu znalazł pracę jako inżynier elektryk w wytwórni lotniczej Westland. Współpracował z inż. Tadeuszem Ciastułą. Po przeszejściu na emeryturę zamieszkał w Folkestone, gdzie zmarł 3 września 1980 r.

## Ordery i odznaczenia
Za swą służbę został odznaczony Medalem Lotniczym.